# Wit-Russische parlementsverkiezingen 2000
De Wit-Russische parlementsverkiezingen van 2000 vonden op 15 oktober (eerste ronde) en 29 oktober (tweede ronde) van dat jaar plaats. Er waren in totaal 110 zetels te verdelen in het Huis van Afgevaardigden. De partij die de meeste zetels in de wacht wist te slepen was de Communistische Partij van Wit-Rusland (6/110), gevolgd door de Agrarische Partij van Wit-Rusland (5/110). Het blok van onafhankelijke kandidaten was echter veruit het grootste met 94 zetels. De meeste oppositiepartijen boycotten de verkiezingen, met als gevolg dat bij de nieuwe samenstelling van het parlement de oppositie zo goed als ontbrak.
Volgens de OVSE en andere internationale waarnemers waren de verkiezingen niet eerlijk verlopen.

## Uitslag
| Wit-Russische parlementsverkiezingen 2000 Huis van Afgevaardigden | Wit-Russische parlementsverkiezingen 2000 Huis van Afgevaardigden | Wit-Russische parlementsverkiezingen 2000 Huis van Afgevaardigden |
| Partij                                                            | %                                                                 | Zetels                                                            |
| ----------------------------------------------------------------- | ----------------------------------------------------------------- | ----------------------------------------------------------------- |
| Communistische Partij van Wit-Rusland                             | 5,5%                                                              | 6 / 110                                                           |
| Agrarische Partij van Wit-Rusland                                 | 4,5%                                                              | 5 / 110                                                           |
| Republikeinse Partij van de Arbeid en Gerechtigheid               |                                                                   | 2 / 110                                                           |
| Liberaal-Democratische Partij van Wit-Rusland                     |                                                                   | 1 / 110                                                           |
| Wit-Russische Socialistische Sportieve Partij                     |                                                                   | 1 / 110                                                           |
| Sociaaldemocratische Partij van de Volksovereenkomst              |                                                                   | 1 / 110                                                           |
| Partijloos                                                        | 90,0%                                                             | 94 / 110                                                          |
| Totaal                                                            | 100%                                                              | 110                                                               |
| Bron: Uitslag                                                     |                                                                   |                                                                   |